# 项器浮蚕
项器浮蚕（学名：Tomopteris dunckeri）为浮蚕科浮蚕属的动物。分布于红海、印度洋、新几内亚以及中国东海、南海等海域，常见于热带和亚热带海区上层水域。